# Retiniphyllum laxiflorum
Retiniphyllum laxiflorum är en måreväxtart som först beskrevs av George Bentham, och fick sitt nu gällande namn av Nicholas Edward Brown. Retiniphyllum laxiflorum ingår i släktet Retiniphyllum och familjen måreväxter.

## Underarter
Arten delas in i följande underarter:
- R. l. brasiliense
- R. l. laxiflorum